# Suleman Abdul Rahman
Suleman Abdul Rahman (* 19. Oktober 1942) ist ein ehemaliger äthiopischer Radrennfahrer.

## Sportliche Laufbahn
Rahman war Teilnehmer der Olympischen Sommerspiele 1968 in Mexiko-Stadt und schied beim Sieg von Pierfranco Vianelli im olympischen Straßenrennen aus.